# كين برستون
كين برستون (22 أغسطس 1925 في المملكة المتحدة - 8 يناير 2019) (بالإنجليزية: Ken Preston)‏ هو لاعب كريكت بريطاني. لعب مع نادي مقاطعة ساسكس للكريكت ‏.

## وصلات خارجية
- كين برستون على موقع إي آس بي آن كريك إنفو (الإنجليزية)